# スーパーチェン主婦の店中津川店
株式会社スーパーチェン主婦の店中津川店（スーパーチェンしゅふのみせなかつがわてん 登記社名：株式会社スーパーチエン主婦の店中津川店）は、岐阜県中津川市を営業基盤とするスーパーマーケット「スマイル」を運営する企業である。CGCグループに加盟している。

## 店舗
- 駒場店 - 岐阜県中津川市駒場456-1 - 1977年3月25日開店
- 中村店 - 岐阜県中津川市中村井の下2946-2 - 1986年7月1日開店
- なすび川店 - 岐阜県中津川市茄子川堤下2048-17  - 1997年5月29日開店
- 付知店 - 岐阜県中津川市付知町字河原8593-20 - 1991年7月26日開店

## 過去の店舗
- 苗木店 - 岐阜県中津川市苗木室屋1740-1 - 1989年7月26日開店
- 福岡店 - 岐阜県中津川市福岡1086-1 - 1994年9月15日開店
- 落合店 - 岐阜県中津川市落合字笹目682-1 - 1996年11月24日開店
- 坂本店 - 岐阜県中津川市茄子川中垣外1643-47 - 1990年11月2日開店
- 四ツ目川店 - 岐阜県中津川市新町7-25 - 1959年5月27日開店